# Seznam moravských šlechtických rodů, Č
Tento seznam obsahuje výčet šlechtických rodů, které byly v minulosti spjaty s Markrabstvím moravským. Podmínkou uvedení je držba majetku, která byla v minulosti jedním z hlavních atributů šlechty, případně, zejména u šlechty novodobé, jejich služby ve státní správě na území Moravy či podnikatelské aktivity. Platí rovněž, že u šlechty, která nedržela konkrétní nemovitý majetek, jsou uvedeny celé rody, tj. rodiny, které na daném území žily alespoň po dvě generace, nejsou tudíž zahrnuti a počítáni za domácí šlechtu jednotlivci, kteří na Moravě vykonávali pouze určité funkce (politické, vojenské apod.) po přechodnou či krátkou dobu. Nejsou rovněž zahrnuti církevní hodnostáři z řad šlechty, kteří pocházeli ze šlechtických rodů z jiných zemí.

## Č
- Čačkové z Červeného Kostela[1]
- Čaderští
- Čachovští ze Svémyslic
- Čechovští z Čechovice
- [2]
- z Čechtic[1]
- Čejkové z Olbramovic
- Čepkové z Löwenfeldu[1]
- Čepkové z Reigersdorfu[1]
- Čeplové z Belku[2]
- Černohorští z Boskovic
- Černohorští z Hořiměšic[1]